# Universität Pisa
Die Universität Pisa (italienisch Università di Pisa) ist eine der ältesten und renommiertesten Universitäten Italiens und wird (Stand 2020/21) von knapp 45.000 Studierenden besucht. Sie wurde 1343 gegründet und prägt mit den beiden anderen Hochschulen Scuola Normale Superiore und Scuola Superiore Sant’Anna die Universitätsstadt Pisa.
Der Universalgelehrte Galileo Galilei war hier sowohl Student als auch Professor. Sie kann drei Nobelpreisträger, Giosuè Carducci (Literatur), Enrico Fermi (Physik) und Carlo Rubbia (Physik), und zwei Träger der Fields-Medaille (Enrico Bombieri, Alessio Figalli) vorweisen.

## Geschichte

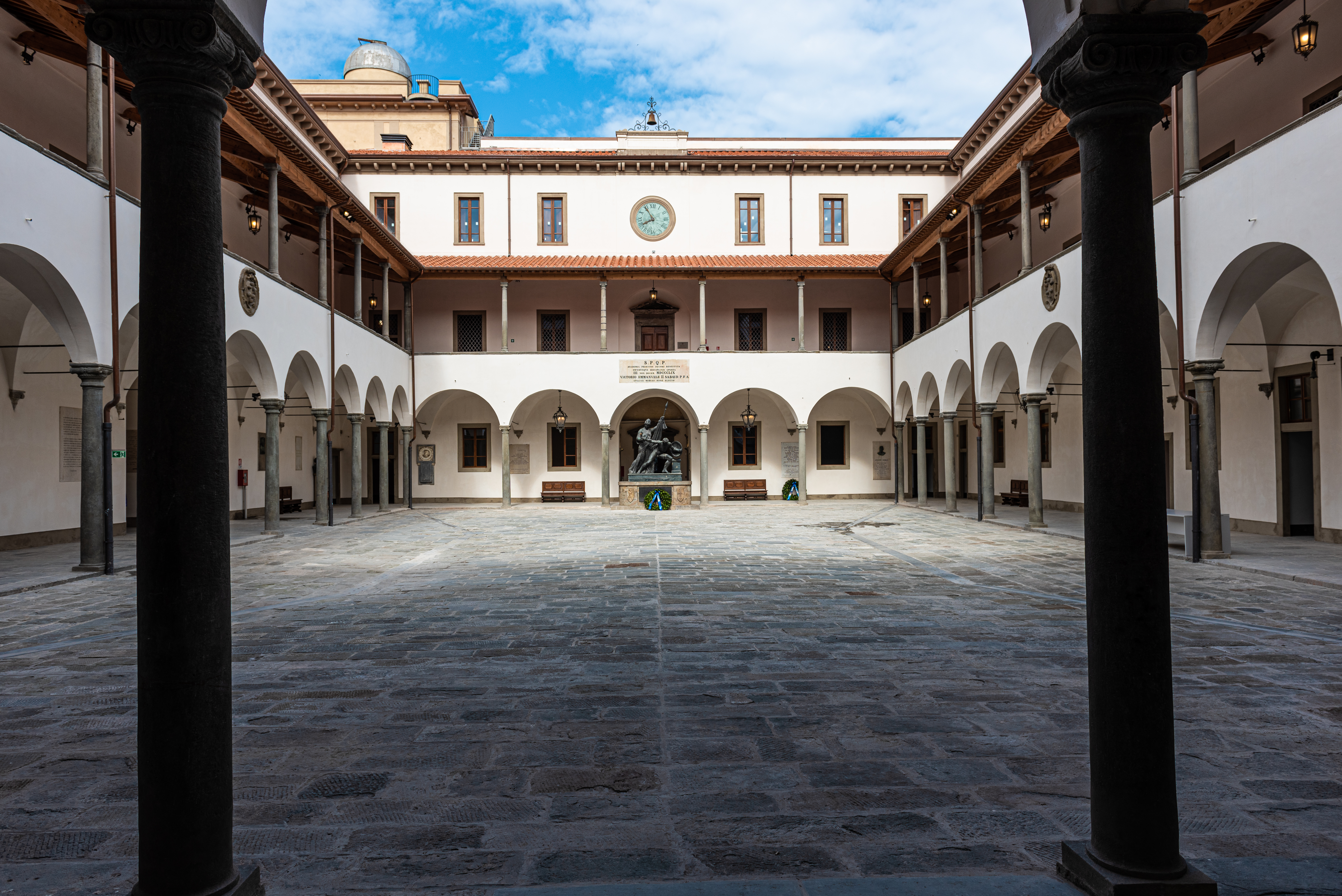
Palazzo della Sapienza (restauriert)

Bereits im frühen 13. Jahrhundert wirkte der herausragende Mathematiker Leonardo Fibonacci in einem Gelehrtenzirkel in Pisa.
Mit der Bulle In supremae dignitatis begründete Papst Clemens VI. am 3. September 1343 in Pisa das Studium Generale; damit gehörte Pisa zu den ersten Orten mit dieser Ausbildungsform wie Bologna und Florenz. Gelehrt wurden Theologie, weltliches und kanonisches Recht sowie Medizin. 1355 nahm der namhafte Humanist Francesco da Buti (auch di Bartolo) die Lehre auf. Doch durch die Konkurrenz mit der nahen Universität Florenz gab es einige Krisenjahre mit zu wenig Studenten.
Erst Lorenzo dei Medici holte 1473 einen Teil der Florentiner Studien nach Pisa und stellte 1486 ein neues Gebäude zur Verfügung, den Palazzo della Sapienza. Dort wurde das Bild eines Cherub über dem Tor 'Dell’Abbondanza' angebracht, das Zeichen der Universität bis heute.
Nach einer erneuten Krise infolge Krieg und Niedergang wurde die Universität am 1. November 1543 neu eröffnet durch Großherzog Cosimo I. Durch das Statut von 1545 wurde die Qualität wesentlich verbessert. Besonders die Botanik florierte mit Luca Ghini und Andrea Cesalpino, ein erster Botanischer Garten entstand. Auch die Medizin mit Gabriele Falloppio und Marcello Malpighi zog viele an.
Mit der Einigung Italiens 1860 wurde die Universität Pisa eine staatliche und sehr anerkannte Einrichtung. Hier lehrten die Juristen Francesco Carrara (1805–1888) und Francesco Buonamici (1832–1921), die Philologen Domenico Comparetti und Alessandro D’Ancona, die Historiker Pasquale Villari, Gioacchino Volpe und Luigi Russo, der Philosoph Giovanni Gentile, der Ökonom Giuseppe Toniolo, der Mathematiker Ulisse Dini und der Physiker Antonio Pacinotti. Das erste europäische Institut für Historische Linguistik wurde 1890 gegründet.

## Dipartimenti – Fachbereiche
Die Universität ist in zwanzig Fachbereiche – sogenannte dipartimenti – unterteilt:
- Biologia – Biologie
- Chimica e chimica industriale – Chemie und Chemotechnik
- Civiltà e forme del sapere – Gesellschaft und Formen des Wissens
- Economia e management – Wirtschaft und Management
- Farmacia – Pharmazie
- Filologia, letteratura e linguistica – Philologie, Literatur und Linguistik
- Fisica – Physik
- Giurisprudenza – Rechtswissenschaft
- Informatica – Informatik
- Ingegneria civile e industriale – Bauingenieurwesen und Wirtschaftsingenieurwesen
- Ingegneria dell’energia, dei sistemi, del territorio e delle costruzioni – Energie-, Anlagen-, Grundstücks- und Bautechnik
- Ingegneria dell’informazione – Informationstechnik
- Matematica – Mathematik
- Medicina clinica e sperimentale – Klinische und experimentelle Medizin
- Patologia chirurgica, medica, molecolare e dell’area critica – Chirurgische, medizinische und molekulare Pathologie sowie Pathologie der Problemregionen
- Ricerca traslazionale e delle nuove tecnologie in medicina e chirurgia – Translationale Forschung und Forschung neuer Technologien in Medizin und Chirurgie
- Scienze agrarie, alimentari e agro-ambientali – Agrar-, Lebensmittel- und Agrar-Umweltwissenschaften
- Scienze politiche – Politikwissenschaften
- Scienze della Terra – Geowissenschaften
- Scienze veterinarie – Veterinärwissenschaften

Zu den Fachbereichen gehören die beiden fachbereichsübergreifenden Schulen für:
- Ingegneria – Ingenieurwissenschaften
- Medicina – Medizin

## Persönlichkeiten und Alumni
- Bartolus de Saxoferrato (1313–1357), Jurist
- Francesco da Buti (auch di Bartolo, 1324–1406), Grammatiker und Humanist
- Guido da Prato, Mediziner
- Ugolino da Montecatini (Ugolino Caccini) (1348–1425), Mediziner
- Cesare Borgia (1475–1507), Student der Rechtswissenschaften
- Andrea Cesalpino (1519–1603), Botaniker und Mediziner
- Thomas Mermann (1547–1612), studierte und lehrte Philosophie
- Galileo Galilei (1564–1642), Physiker, Astronom, Mathematiker
- Giovanni Pieroni (1586–1654), Architekt, Mathematiker und Astronom
- Cassiano Dal Pozzo (1588–1657), Jurist, Antiquar, Mäzen
- Lorenzo Bellini (1643–1704), Anatom
- Clemens XII. Papst (1652–1740)
- Domenico Sestini (1750–1832), Professor, Archäologe und Numismatiker
- Vittorio Fossombroni (1754–1844), Mathematiker
- Giovanni Battista Amici (1786–1863), Ingenieur, Mathematiker und Physiker
- Carlo Matteucci (1811–1868), Physiker und Politiker
- Paolo Emiliani Giudici (1812–1872), Literaturhistoriker und Literaturwissenschaftler
- Giovanni Airoldi (1823–1894), Schweizer Jurist und Politiker
- Bernardino Lurati (1829–1880), Schweizer Jurist und Politiker
- Eugenio Beltrami (1835–1900), Mathematiker
- Ulisse Dini (1845–1918), Mathematiker
- Ernestina Paper (1846–1926), erste Medizinerin Italiens
- Gregorio Ricci-Curbastro (1853–1925), Mathematiker
- Salvatore Pincherle (1853–1936), Mathematiker
- Angelo Nessi (1873–1932), Schweizer Journalist und Librettist
- Giovanni Amendola (1882–1926), Dozent für theoretische Philosophie, Politiker und Journalist
- Adelasia Cocco (1885–1983), erste Amtsärztin in Italien
- Guido Ascoli (1887–1957), Mathematiker
- Anna Maria Ciccone (1891–1965), Mathematikerin, Physikerin und Hochschullehrerin
- Enrico Fermi (1901–1954), Physiker
- Mario Monicelli (1915–2010), Regisseur
- Carlo Azeglio Ciampi (1920–2016), Politiker, italienischer Staatspräsident
- Giotto Bizzarrini (1926–2023), Konstrukteur von Rennsportwagen
- Enrico Bombieri (* 1940), Mathematiker
- Massimo D’Alema (* 1949), Politiker
- Andrea Bocelli (* 1958), Sänger
- Luca Desiata (* 1971), Manager und Gründer Hebdomada Aenigmatum (lateinische Kreuzworträtsel)
- Francesca Albanese (* 1977), Rechtswissenschaftlerin und Menschenrechtsexpertin